# Alexander Zick

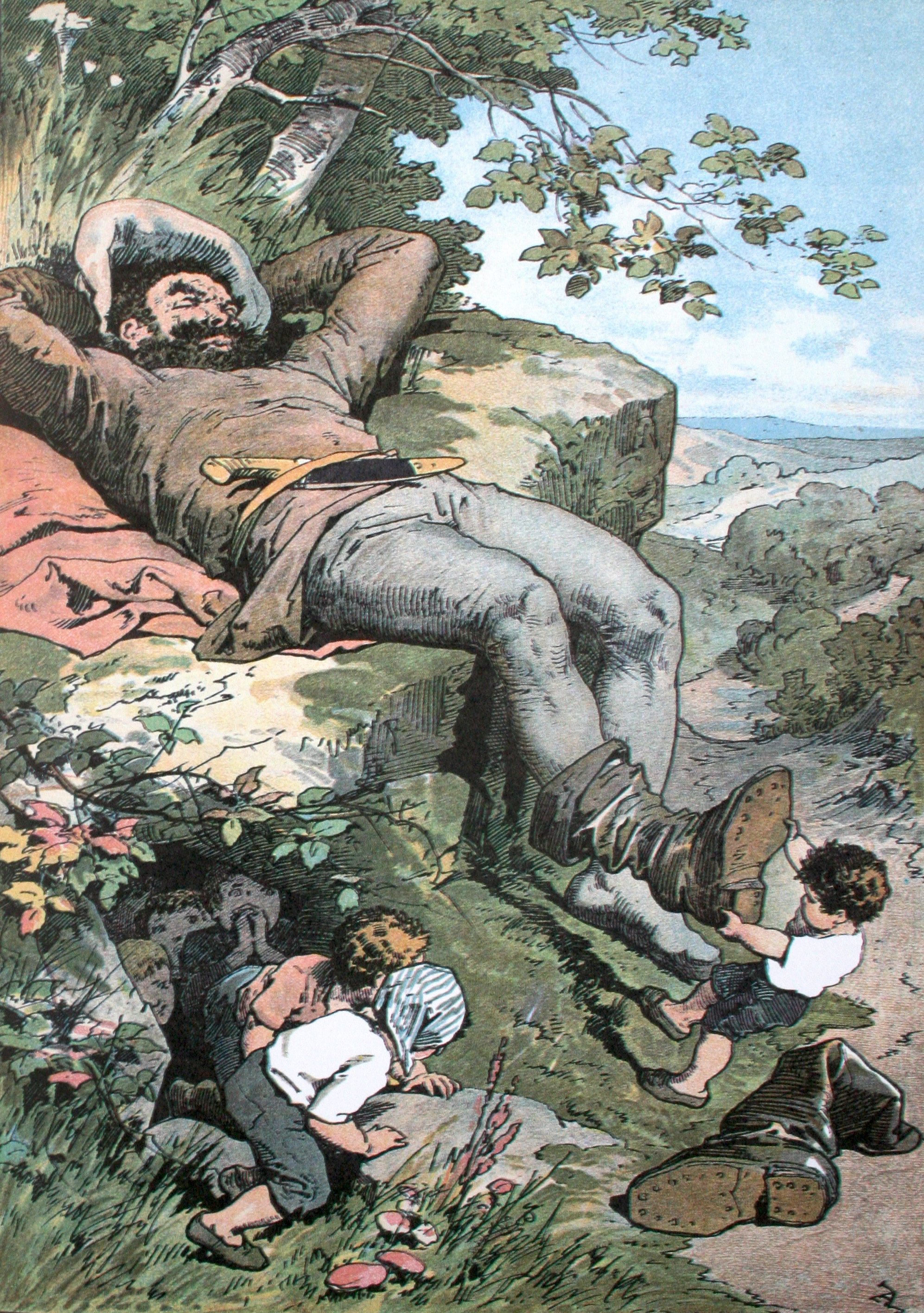
Illustracia Zicka do baśni Tomcio Paluch

Alexander Zick (ur. 1845 w Koblencji, zm. 10 listopada 1907 w Berlinie) – niemiecki artysta malarz i ilustrator. 
Pochodził z rodziny o długoletnich tradycjach artystycznych. Był wnukiem architekta Januariusa Zicka (1730-1797), syna malarza  Johannesa Zicka (1702-1762).
W ostatnich latach życia zaprojektował dwa niemieckie banknoty - 5-markowy z 1904 roku i 10-markowy z 1906 roku.

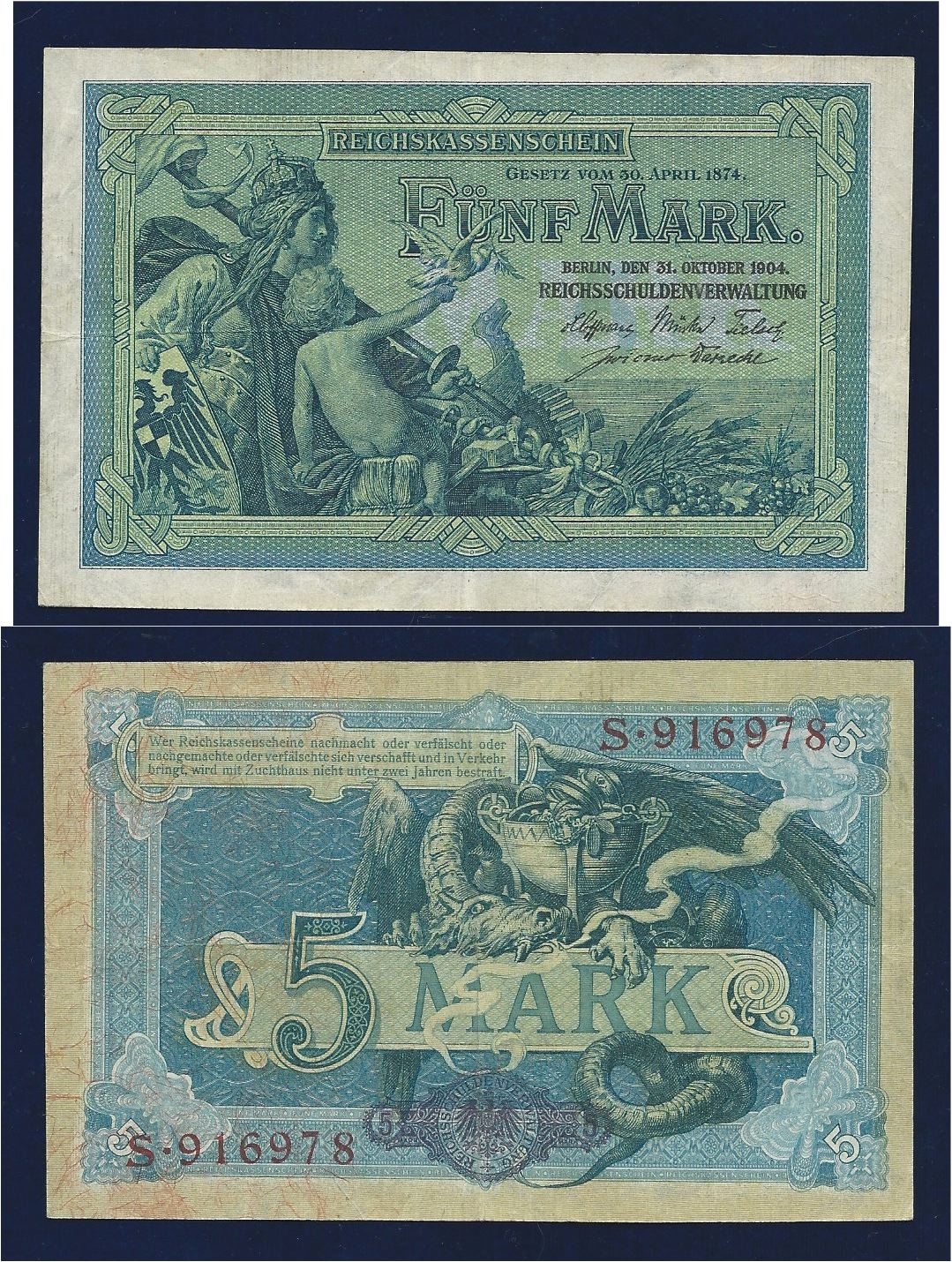
Niemiecki banknot pięciomarkowy zaprojektowany przez Alexandra Zicka